# Шпицберг, Игорь Леонидович
И́горь Леони́дович Шпи́цберг — российский коррекционный педагог, психолог и общественный деятель, специалист в области реабилитации людей с аутизмом, основатель и руководитель центра реабилитации инвалидов детства «Наш солнечный мир».

## Биография
Профессионально занимается вопросами реабилитации людей с РАС с 1989 года. Стоял у истоков центра реабилитации инвалидов детства «Наш солнечный мир» — первой организации лечебной верховой езды и комплексной абилитации, реабилитации и социальной адаптации для людей с аутизмом в России.

## Основные концепции

### Аутоподобная адаптация
Шпицберг рассматривает характерные признаки аутизма — избегание общения, тяга к повторяющимся стимулам и аутостимуляциям — как проявления адаптации к избыточной стимуляции, вызванной повышенной сенсорной чувствительностью. Поскольку эта адаптация происходит в раннем детском возрасте, она влияет на формирование механизмов научения и восприятия, замещая интерес к окружающему миру стремлением от него отгородиться.

### Экосистемная реабилитация
Поскольку проявления аутизма рассматриваются как адаптация к особенностям сенсорного восприятия, то реабилитация должна пытаться не преодолеть эти механизмы, а использовать их в вовлечении ребёнка в разделённую активность и социально-коммуникативное взаимодействие. Это возможно при создании благоприятной среды, щадящей восприятие и стимулирующей активность ребёнка. Такая среда должна включать в себя различные методики коррекции, которые подбираются согласно потребностям ребёнка.

## Общественная деятельность
Участник множества организаций, защищающих права людей с аутизмом, привлекающих внимание общественности к их проблемам. Автор концепции непрерывного межведомственного сопровождения людей с расстройствами аутистического спектра и другими ментальными нарушениями, научный консультант первого в России проекта по внедрению такой системы. Член Совета правления организации Autism-Europe (2014-2022).

## Награды
Лауреат Международной Премии Фонда Андрея Первозванного «Вера и Верность» «За выдающийся вклад в создание системы помощи детям с ограниченными возможностями здоровья» (2019 год)
Награждён медалью княгини Екатерины Романовны Дашковой «За служение Свободе и Просвещению» (2017 год)
В 2017 году лично награждён Мэром Москвы Сергеем Собяниным, как Победитель Конкурса «Москва — город возможностей», номинация «Дело жизни».
Лауреат 2-й Национальной общественной премии «Гармония» за особые заслуги в сфере охраны психического здоровья (2018 год)
Лауреат премии «Московских новостей» — НОВАЯ ИНТЕЛЛИГЕНЦИЯ-2013 в категории «Социальные решения».